# Sexualité des personnes autistes
La sexualité des personnes autistes, ainsi que leur vie de couple, et leur parentalité, diffèrent souvent de la norme hétérosexuelle observée chez les personnes neurotypiques, notamment en raison d'une expression et d'un vécu différents de la sensorialité et des émotions. Cela préoccupe souvent les personnes autistes, leurs parents et leurs proches. C'est pourquoi la sexualité fait l'objet de discussions au sein de la communauté autiste, et de quelques études de la part de la communauté scientifique. Ces études montrent qu'une vie sexuelle avec un partenaire leur est souvent rendue difficile, voire inaccessible, « bien que la sexualité les anime comme tout le monde. Ou bien, si cette capacité existe en eux, c’est la loi qui l’interdit dans un contexte social ou institutionnel courant, car les conditions d’intimité et de protection ne sont pas réunies. Les obstacles pour comprendre ou réaliser leur intimité redoublent toutes les difficultés de cet accès ». Les études montrent aussi une fréquence plus élevée des relations homosexuelles, de l'asexualité, et des paraphilies chez les personnes autistes par rapport à la population non-autiste, et soulignent le besoin de travaux de recherche plus approfondis, d'autant que les personnes autistes sont statistiquement nettement plus vulnérables au risque d'abus ou d'agressions sexuelles, et donc de stress post-traumatique que la moyenne de la population générale.

## Une connaissance encore émergente et incomplète
Comme pour le handicap en général, les personnes autistes ont souvent été considérées par la société, voire par leurs proches, comme asexuées ou n'ayant pas ou peu de besoins sexuels. Bien que l'asexualité soit plus fréquente que la moyenne chez les personnes autistes, toutes ne sont pas asexuelles.
Les sujets de la sexualité, de l'épanouissement et de la santé sexuelle et de l'éducation sexuelle préoccupent les parents d'enfants autistes, qui ne savent pas toujours comment et quand l'aborder dans la communication parent-enfant sans jugement et sexuellement inclusives, particulièrement pour les parents d'enfants dont les troubles du spectre autistique sont associés à des déficits profonds de cognition, d'habileté sociale, de communication, de motivation. Les discussions sur la santé sexuelle et reproductive sont souvent difficiles pour les prestataires de soins de santé, les éducateurs, les proches aidants et les familles. Ceci fait que beaucoup d'adolescents et jeunes adultes autistes « ne reçoivent pas une éducation sexuelle appropriée et complète, malgré la reconnaissance par l'OMS et l'ONU que l'accès à cette éducation est un droit humain » alors qu'ils sont généralement tout aussi susceptibles d'être sexuellement actifs que leurs pairs neurotypiques. En France, les « centres ressource autisme » (CRA) disposent de guides, jeux et matériels pédagogiques utiles avec des langages et des images clairs et concis, appropriés à diverses classes d'âge et niveaux cognitifs.
Selon une revue d'études publiées par Giorgia Salaa en 2019, la plupart des travaux ayant porté sur ces sujets « se sont surtout concentrés sur des contenus biologiques (anatomie des organes génitaux, puberté, reproduction, etc.) et sur la conscience de soi/la sécurité (limites, affirmation de soi, vie privée, etc.), plus que sur la sexualité personnelle (orientation sexuelle, masturbation et autres formes du désir et du plaisir sexuel, etc.) et les relations (fréquentations, émotion, parentalité, sexualité de la personne âgée, etc.) ». En outre il reste difficile de bien explorer, qualitativement, les expériences sexuelles des adultes autistes (ce qui serait important, pour adapter l’éducation sexuelle au spectre de l'autisme, et en raison d'enjeux de santé sexuelle et reproductive).
La plupart de ces études concernent des pays dits occidentaux ; certaines ont des réponses faites par des parents ou un personnel d'encadrement et d'autres contiennent des questions formulées inadéquatement pour la logique d'un autiste. Certains questionnaires sont construits avec des autistes pour éviter ce dernier problème.
Statistiquement parlant, les expériences de vie sexuelle et de couple durent moins longtemps, et ont plus de risques d'être jugées insatisfaisantes chez la personne autiste.
De plus, les études sur l'autisme ont longtemps surtout concerné les hommes (les femmes étant sous-diagnostiquées). Et les autistes (femmes notamment) sont bien plus à risque que la moyenne d'avoir été victimes d'abus ou de violence (y compris de viols et autres violences sexuelles) dans leur enfance et/ou adolescence, que ce soit dans leur famille, à l'école, dans leur travail, leur couple, en institutions, etc.).
Des besoins de recherche plus approfondie, et de services cliniques adaptés sont nécessaires pour garantir que les personnes atteints de troubles du spectre autistique (adolescents notamment) voient leurs besoins informationnels satisfaits, pour qu'ils soient - autant que possible - en mesure d'éviter les risques liés à la sexualité, et pour qu'ils puissent développer une sexualité saine et gratifiante lors de leur transition vers l'âge adulte puis leur vie durant.

## Richesse fantasmatique
L'imaginaire, la fantaisie et les préférences sexuelles incluant la définition des rôles sont plus ou moins traduits en fantasmes sexuels qui font partie de la panoplie érotique et sexuelle de chaque être humain sans nécessairement être exprimés dans ses comportements.
Selon la psychologue et sexologue Isabelle Hénault, les personnes "autistes Asperger et de haut niveau" semblent avoir une richesse fantasmatique importante, mais éventuellement différente de celle de la population générale, probablement en raison de sensorialités spécifiques, et également en raison de besoins psychiques propres au spectre de l'autisme. L'imaginaire peut aussi être alimenté par des images ou histoires à caractère érotique ou pornographique, et une richesse particulièrement élevée peut faire partie des mécanismes compensatoires aux difficultés relationnelles et de contact. Parfois, la situation fantasmée peut être plus importante que ses connotations homosexuelles ou hétérosexuelles. Cependant, cette théorie est discutable étant donné qu'on ne parle plus d'autisme de cette manière depuis le DSM-5.
En effet, rappellons que ce terme fut élaboré en pleine période d'eugénisme nazi et il a depuis été démontré, notamment avec la parution de l'ouvrage Les enfants d'Asperger, qu'Asperger collaborait activement aux programmes d'extermination des enfants handicapés.

## Importance et fréquence des comportements sexuels
Les données statistiques documentant ces items sont assez rares, et en outre limitées à une période récente et à quelques pays de culture occidentale.
La recherche a montré qu'« il existe une fréquence élevée de comportements sexuels chez les personnes atteintes de TSA », et que les personnes autistes expriment un niveau d'intérêt pour les relations amoureuses et romantiques équivalent à celui exprimé par les non autistes, selon Hancock et al.  et Strunz et al..
À titre d'exemples : 
- une étude en 2016 a porté sur un panel de 184 adolescents et jeunes adultes, de 15 à 39 ans, diagnostiqués dans l'enfance autistes à des degrés de fonctionnement faible à élevé ; presque tous montraient un intérêt sexuel pour le sexe opposé[19].

- Selon Isabelle Hénault, les personnes Asperger connaissent le même développement de caractères sexuels secondaires et ont les mêmes besoins que les personnes neurotypiques, mais leurs difficultés de communication peuvent limiter les interactions amoureuses, induire des comportements inappropriés ou mettre fin plus tôt à une relation[18]. Comme dans la population générale, certains médicaments peuvent négativement interférer avec la libido ou l'épanouissement sexuel.

- Toujours selon Isabelle Hénault[20] : outre la masturbation, les personnes autistes ont diverses pratiques sexuelles « comme les baisers profonds, les caresses et les contacts génitaux (…) » ; 34 % de ces personnes expérimentent ceci avec un ou une partenaire.

- En 1997, Konstantareas et Lunsky trouvaient que parmi 15 adolescents et adultes autistes de différents niveaux, près de 26 % avaient des rapports sexuels et 46 % s'adonnaient à des caresses sexuelles et des baisers profonds. Selon les études[Lesquelles ?] de 40 à 80 % des adolescents autistes ont une activité sexuelle, soit un peu moins que dans la population générale (40 à 80 %). Cependant seuls 1 à 33 % des hommes autistes et 4 à 17 % des femmes autistes déclarent avoir déjà eu au moins une relation sexuelle complète[21].

Parmi les spécificités liés à l'autisme, l'hypersensibilité tactile peut empêcher les caresses ou pénétrations en les rendant désagréables à douloureuses alors que l'hypo-sensibilité d'un ou plusieurs sens peut pousser à des comportements apparaissant excessifs pour les autres.

## Différences selon le sexe
Une méta-analyse menée en 2016 autour de cette question permet de recenser 27 études, mettant en évidence une meilleure compréhension de ce qu'est la sexualité chez les femmes autistes par comparaison aux hommes autistes, mais aussi un plus grand nombre d'expériences sexuelles aversives que chez les hommes, qu'ils soient autistes ou non.
Les hommes autistes expriment en moyenne davantage de désir et d'engagement sexuel que les femmes autistes.
« Les femmes autistes et les personnes autistes de genres divers peuvent être confrontées à des défis uniques dans les domaines des relations amoureuses et de la santé reproductive (niveaux élevés de stigmatisation, risque élevé d'abus sexuels, augmentation des symptômes psychiatriques et davantage de besoins non satisfaits) ».

## Hypothèse du cerveau masculin extrême
Du point de vue de la sexualité, la théorie de Simon Baron-Cohen selon laquelle l'autisme serait une forme extrême du « cerveau masculin » ou « théorie de l'autisme du cerveau masculin extrême », théorie qui a été source d'une re-conceptualisation des différences psychologiques entre les sexes en termes d'empathie et de systématisation chez les personnes du spectre de l'autisme, n'est pas confirmée par les observations cliniques, lesquelles évoquent au contraire un modèle sexuel plus ambigu pour plusieurs traits sexuellement dimorphiques.
Il n'existe pas encore d'études sur une large cohorte ou incluant des pays très divers, mais à titre d'exemple :
- en 2014, une étude a interrogé 50 adultes du spectre de l'autisme et d'intelligence située dans la fourchette moyenne, appariés à 53 témoins neurotypiques. Le questionnaire portait sur l'identité et le rôle du genre, la typicité de genre auto-perçue et la sexualité (Bem Sex-Role Inventory modifié + questions sur la sexualité et le genre conçues aux fins de l'étude). Dans le groupe TSA, la « masculinité » (ici mesurée par des critères d'affirmation de soi, de leadership et de compétitivité) était moins marquée que dans le groupe-témoin, chez les hommes comme chez les femmes. La typicité de genre auto-perçue ne différait pas selon le groupe, mais la figure du « garçon manqué » et la bisexualité étaient surreprésentées chez les femmes du groupe TSA. Une moindre libido a été signalée chez les deux sexes du groupe TSA, par rapport aux témoins. Cette étude a conclu à un modèle atypique de genre, semblant associé aux troubles du spectre autistique[24].

- Dans le cadre d'un projet Interview Sexuality Autism (2006)[25], sur 24 adolescents et jeunes adultes institutionnalisés, tous de sexe masculin et de haut niveau sur le spectre de l'autisme, « la plupart des sujets exprimaient un intérêt sexuel et affichaient une sorte de comportement sexuel. La connaissance des compétences socio-sexuelles existait, mais l'utilisation pratique était modérée. La masturbation était courante. De nombreux sujets recherchaient le contact physique avec les autres. La moitié de l'échantillon avait vécu une relation, tandis que trois auraient eu des rapports sexuels. Le nombre d'orientations bisexuelles apparaît élevé. Des usages rituels-sexuels d'objets et des fascinations sensorielles à connotation sexuelle étaient parfois présents. Une paraphilie était présente chez deux sujets. Environ un tiers du groupe avait besoin d'une intervention concernant le développement ou le comportement sexuel »[26] ;

- En 2018, une étude confirme que les personnes autistes, quel que soit leur sexe, sont souvent physiquement plus androgynes. L'aspect plus ou moins masculin ou féminin de la voix et du corps de 50 adultes porteurs de TSA de haut niveau et 50 témoins neurotypiques appariés selon l'âge et le sexe a été évalué (à l'aveugle, de manière indépendante, par huit évaluateurs, sur la base de photographies du visage et du corps, et d'enregistrements de voix. Et des analyses biologiques ont été faites[27]. L'étude a conclu que les femmes du groupe TSA avaient - par rapport à celle du groupe témoin - des taux de testostérone totale et bioactive plus élevés, des traits du visage moins féminins et une circonférence crânienne plus grande. Les hommes du groupe TSA avaient une voix et une apparence moins masculine que ceux du groupe témoin, tout en présentant des taux de testostérone comparables. Les visages jugés androgynes étaient nettement plus fréquents dans l'ensemble du groupe TSA, où les auteurs ont par ailleurs noté que pour les deux sexes, « le sulfate de déhydroépiandrostérone (hormone stéroïde) n'a pas diminué avec l'âge, contrairement au groupe témoin »[27]. Les TSA, plutôt que d'être caractérisés par la masculinisation dans les deux sexes, peuvent constituer un trouble provoquant le genre[Quoi ?][27].

### Difficultés relationnelles et conséquences
Entrer en relation avec une personne désirée ou aimée est souvent plus difficile pour un autiste, y compris Asperger, que pour une personne neurotypique : la distance interpersonnelle est naturellement plus grande chez la personne autiste ; les intérêts communs dans le couple peuvent être plus difficiles à trouver ; le besoin de plaire ou séduire existe mais est souvent confronté à une « dérégulation sensorielle » et à une incapacité de trouver le moyen d'y parvenir. La mode vestimentaire et le code de séduction associés sont rarement des centres d'intérêt, et le romantisme, certains gestes, paroles et émotions du partenaire seront mal interprétés. Le physique et/ou la personnalité de l'autre seront souvent plus attractifs que l'activité sexuelle elle-même.
Les autistes, y compris Asperger, font généralement une confiance totale à leur partenaire, avec une grande naïveté, mais une seule trahison entraîne le plus souvent un abandon définitif de la confiance. Une faible affectivité, une expression difficile ou absente de ses besoins et une faible attention à l'autre peut laisser croire au partenaire qu'il n'est pas aimé. Le soutien émotionnel et le partage des activités familiales ou du foyer sont difficiles, au détriment de la vie de couple.
Une revue d'étude parue en 2021 a montré que la recherche quantitative relative à l'initiation et au maintien de la relation amoureuse chez les personnes autistes et leurs partenaires s'est principalement focalisée sur les caractéristiques des participants autistes en tant qu'obstacles à la réussite des relations. Or il est démontré que la « réactivité du partenaire » joue aussi un rôle majeur : la compréhension et la prise en compte des besoins de la personne autiste par son partenaire est un facteur prédictif important de la satisfaction donnée par la vie de couple pour la personne autiste, (« ce qui incite à penser que l'intervention [des aidants], au lieu de porter uniquement sur la personne autiste, devrait aussi prendre en compte le rôle de son partenaire »).
Cette difficulté a pour conséquence de retarder les premières relations amoureuse ou sexuelles : la personne autiste est statistiquement « plus susceptible d'avoir connu des débuts romantiques ou sexuels après l'âge de 18 ans », en raison de difficultés à communiquer et de la « dérégulation sensorielle » qui peut interférer avec l'autre dans le contexte de la sexualité en couple. Cette difficulté est souvent exacerbée à l'adolescence par une éducation sexuelle absente, insuffisante ou inadéquate. Les personnes autistes trouvent parfois elles-mêmes des moyens de contourner leurs barrières sensorielles, de planifier quand et comment avoir des relations sexuelles ; de négocier des scénarios et des fantasmes sexuels alternatifs aux modèles neurotypiques ; et de pratiquer une communication explicite et intentionnelle, Les personnes autistes bénéficieraient d'une éducation sexuelle prenant en compte les besoins sensoriels et de communication spécifiques aux diverses formes d'autisme, et incluant la pratique des normes sociosexuelles non-neurotypiques ; une éducation qui devrait être proposée aux adolescents, mais aussi aux adultes de tous âges.
La relation amoureuse peut être plus ou moins atypique, en raison par exemple des troubles du langage et/ou du traitement de certaines informations sensorielles (qui chez la personne autiste sont exacerbées ou au contraire inhabituellement faibles ; et/ou perçues dans les détails, mais avec alors un retard ou souvent avec une difficulté d’intégration dans une globalité.

### Sexualité et routines
La sexualité peut prendre des formes très variées allant de routines obsessionnelles à l'évitement de tout contact intime. Les personnes Asperger pratiquent aussi plus souvent l'auto-stimulation sexuelle, leur possible hypersensibilité tactile pouvant entraîner une perception désagréable des relations intimes.

### Asexualité
Certaines jeunes femmes autistes (dont diagnostiquées Asperger) déclarent n'être pas du tout intéressées par l'amour et la vie de couple,. Une étude publiée en 2015 a conclu que les femmes autistes sont plus susceptibles de s'identifier comme asexuelles (37 % pour les TSA, contre 22 % pour les femmes non-autistes).
En 2022, il existe des débats pour savoir si et comment l'asexualité est en relation avec l'autisme (qui tous deux peuvent partager des aspects prénataux), l'asexualité pouvant aussi résulter d'un trauma sexuel antérieur ou d'une faible réactivité sociale.
En juin 2020, une enquête auprès de 247 femmes autistes jeunes qui s'identifient comme asexuelles, ou faisant partie du spectre de l'asexualité, conclut que ces femmes recherchent moins de relations sexuelles que la moyenne, mais en attendent une plus grande satisfaction sexuelle. Cette étude montre aussi que les femmes autistes asexuelles ont moins de symptômes d'anxiété généralisée que la moyenne.
Puis Scott T. Ronis et al. (2021) dans une étude sur l'identité sexuelle et de genre chez des personnes autistes de haut niveau concluent que chez 332 autistes (de 21 à 72 ans) : 17 (soit 5,1 %) se qualifient d'asexuels. Mais chez ces derniers, neuf expriment une certaine attirance sexuelle pour les autres. Selon les auteurs, l'asexualité de ces personnes pourrait être liée à un manque de désir ou à un manque de compétence perçue pour s'engager dans des relations interpersonnelles amoureuses, plutôt qu'à un réel manque d'attirance sexuelle. Les chercheurs recommandent de tester plusieurs approches pour mieux évaluer, avec précision, l'identité sexuelle des personnes autistes.

### Comportements parfois «inappropriés»
Au milieu des années 2010, la littérature scientifique consacrée à la sexualité des personnes du spectre autistique (TSA) aborde encore assez peu les comportements sexuels inappropriés et les paraphilies ; de même pour leur relation à l'âge, à la capacité verbale, à la gravité des symptômes, à la capacité intellectuelle ou au degré de fonctionnement adaptatif.
Certains comportements d'autistes dits de bas niveau peuvent devenir problématiques pour les soignants, proches, éducateurs et prestataires de services parce qu'ils sont dangereux et/ou qu'ils ne se conforment pas aux règles sociétales des comportements interindividuels. Ces comportements inappropriés « peuvent compromettre l'inclusion de ce groupe dans les milieux éducatifs et communautaires »,.
Chez l'enfant ou l'adolescent, un comportement inapproprié peut être la masturbation en public ou dans des lieux problématiques. Un guide destiné aux cliniciens et concernant l'autisme recommande, pour prévenir de tels comportements, une éducation sexuelle abordant l'enseignement de conseils et de règles à propos de la masturbation suffisamment tôt pour que l'enfant intègre ces principes avant que des habitudes problématiques se soient déjà installées ; et ceci avec l'apprenant, avec sa famille, en tenant compte autant que possible des valeurs et des croyances familiales, ainsi que des besoins et capacités de discrimination et de généralisation de l'apprenant autiste ; et en visant le long terme. Par exemple, dans le cadre de l'apprentissage des habiletés sociales, il faut expliquer à l'enfant qu'une salle de bains ou une chambre à coucher individuelle peuvent être des endroits « privés » dans la maison, mais qu'un vestiaire commun de gymnase public ou de piscine ou un dortoir ne le sont pas autant.
En 2016, parmi 184 adolescents et jeunes adultes de 15 à 39 ans, 25 % environ avaient des comportements sexuels inappropriés et/ou des paraphilies. Ces comportements n'ont pu être reliés à aucune des variables contextuelles présentées plus haut, mais les paraphilies étaient par contre associées à la gravité des symptômes de TSA, à la capacité intellectuelle et au fonctionnement adaptatif.

## Orientation sexuelle
Chez l'autiste adolescent, l'expérience de l'identité de genre est souvent modifiée, notamment en raison de l'incompréhension du contexte socio-sexuel.
Beaucoup d'adolescents et jeunes adultes du spectre de l'autisme disent désirer avoir des relations amoureuses, mais peu déclarent avoir des partenaires, ou bien ils ont rarement rencontré leur partenaire idéal.
Bien qu'il n'existe pas de larges études fiables à ce sujet, il semble que les autistes Asperger aient plus souvent une préférence pour les relations homosexuelles que les personnes neurotypiques. Selon une étude menée auprès de femmes à l'Université du Massachusetts à Boston en 2015, les chercheurs ont déterminé que les participants autistes s'identifiaient plus souvent comme non-hétérosexuels par rapport au groupe de contrôle allistic (non autiste) ; 92 % et 72 %, respectivement.
Tous souhaiteraient une éducation sexuelle supplémentaire et adaptée aux spécificités de l'autisme, notamment sur la sécurité et la santé sexuelle, pour renforcer leurs compétences sociales et relationnelles concernant l'amour. Ces résultats peuvent éclairer la conception d'interventions personnalisées en matière de santé sexuelle. Les recherches futures devraient examiner des questions spécifiques liées à la sexualité du point de vue des adolescents et des jeunes adultes.

## Éducation sexuelle
Comme pour tout autre enfant et adolescent, l'accès à une bonne éducation sexuelle constitue un point critique pour les personnes autistes, leur permettant d'accéder à une bonne estime d'eux-mêmes, et de mieux gérer de potentiels sentiments différence, de solitude et d'anxiété.
Les autistes semblent parler assez facilement de relations sexuelles et relationnelles avec leurs parents et amis, mais plus rarement avec des prestataires de soins.
Il existe des programmes d'éducation sexuelle qui ont été adaptés aux personnes du spectre de l'autisme ; ils peuvent ouvrir à une vie affective plus épanouie, enseigner l'importance de la notion de consentement mutuel et ainsi contribuer à limiter le risque d'être victime d'abus sexuels.
Mais dans le monde, peu d'autistes ont accès à ces programmes.

## Satisfaction sexuelle
Une étude menée en 2014, a exploré le niveau de satisfaction sexuelle des personnes autistes à haut niveau de fonctionnement. Les chercheurs y ont testé la satisfaction sexuelle et relationnelle d'individus neurotypiques par rapport à des personnes autistes à haut niveau de fonctionnement. Les résultats suggèrent que les hommes ayant un TSA sont généralement moins satisfaits de leur relation ou de leur mariage que les hommes neurotypiques et que les femmes ayant un TSA ; une thèse doctorale de 2016 est arrivée aux mêmes conclusions : l'analyse statistique des réponses faites par 38 personnes (parité hommes/femmes) de moyenne d'âge de 36,2 ans, plutôt récemment diagnostiquées à un âge tardif et dont un cinquième se considèrent comme homosexuel ou bisexuel, « montre qu'une fréquence élevée de rapport sexuel est corrélée positivement avec une satisfaction sexuelle importante. Les personnes en couple sont également significativement plus satisfaites sexuellement que les personnes célibataires. Pour finir, les résultats ont montré que la satisfaction sexuelle actuelle des femmes était plus importante que celle des hommes ».

## Maternité, relation à l'enfant
La relation sexuelle peut conduire à l'enfantement ; il existe peu d'études sur la sexualité durant la grossesse et après l'accouchement, ou sur le rapport que les personnes Asperger entretiennent avec leurs enfants (éventuellement eux-mêmes autistes). Huit femmes Asperger devenues mères ont fait part d'une incompréhension récurrente dans la manière de les élever au mieux, d'un besoin de contrôle sur leur enfant, et d'expériences sensorielles inhabituelles.

## Vulnérabilités face aux violences physiques, affective ou sexuelles et à leurs séquelles
De manière générale, le handicap (intellectuel ou moteurs) expose à 4 fois plus de violences que la moyenne. Les personnes présentant des troubles émotionnels et dissociatifs ont souvent un passé traumatique, et 70% des enfants ayant subi des violences sexuelles en subiront encore s'ils ne sont pas protégés ; pour l’OMS (2010) le principal risque de subir ou de commettre des violences est d’en avoir déjà subi. L'enquête ENVEFF de 2000 avait montré que les femmes ayant subi des violences dans l’enfance ont un risque quadruplé de subir des violences conjugales, et que 40 à 60 % d'hommes violents avec leur partenaires ont été témoin de violences conjugales dans l'enfance,.
Ceci vaut pour les troubles neuro-développementaux, dont l'autisme : selon Brown-Lavoie (2014) : jusqu'à 90% des autistes femmes ont subi des violences sexuelles ; 78% des personnes autistes, tous sexes confondus, ont subi de telles violences, faisant que la plupart des autistes sont concernés par un ou plusieurs stress post-traumatiques susceptibles de freiner ou empêcher leur épanouissement affectif, amoureux et sexuel. Dans ce type de contexte, sans accompagnement psychologique adéquat, la personne autistes subit une triple peine, susceptible d'être entretenue par le cercle vicieux suivant :
1. plus vulnérable que la moyenne, tout au long de sa vie, de par sa difficulté à exprimer, lire et interpréter les émotions, et à communiquer, cette personne risque d'à nouveau subir des violences sexuelles. Elle est en outre généralement plus facile à manipuler ou à mettre « sous emprise »[63] ;
2. les viols et autres violences sexuelles ont un impact psychologique souvent plus grave chez elle que sur les personnes non autistes ; revivre intensément le traumatisme l'expose à des crises autistiques incontrôlables (meltdown puis shutdown) avec d'éventuels flashbacks, réminiscences, cauchemars ou attaques de panique, qui à leur tour aggravent les séquelles post-traumatiques : sans un accompagnement psychologique adéquat par un médecin ou une équipe formés à la psychotraumatologie, ce contexte rend plus difficile la création et le maintien d'un couple stable ou d'une vie sexuelle épanouissante[63] ;
3. les violences sexuelles aggravent les difficultés d'adaptation de la personne, et l'expression de ses troubles neuro-développementaux ; ce qui conduit à l'éloigner d'une relation amoureuse et augmenter le risque de subir d'autres violence[63].

In fine, le stress post traumatique peut engendrer des troubles cognitifs et/ou dissociatifs graves,, plus ou moins chronique, parfois accompagné d'une « anesthésie des émotions » qui vont aggraver les difficultés d'interactions sociales et amoureuses, avec des risques très élevés de subir d’autres harcèlements et violences physiques et/ou sexuelles.

### Vidéographie
- Centre de Ressources Autisme Ile-de-France CRAIF, « La vie affective et sexuelle des personnes autistes », 5 mars 2020 (consulté le 25 janvier 2025)
- Autisme Genève, « La sexualité et l'identité sexuelle des personne Asperger », 6 décembre 2018 (consulté le 25 janvier 2025)